# All My Loving
«All My Loving» (укр. Усе моє кохання) — пісня гурту «Бітлз» з альбому With The Beatles, написана Полом Маккартні (приписана авторському дуету Леннон — Маккартні).
Хоча пісню і не випустили як сингл ані у Великій Британії, ані в США, вона мала доволі хорошу ротацію на радіо, через що компанія EMI згодом випустила однойменний мініальбом із цією композицією в якості першої. Як сингл пісню випустили в Канаді, де вона стала хітом номер один. Канадський сингл був імпортований в США у такій кількості, що в квітні 1964 року пісня зайняла 45-ту позицію в чарті Billboard Hot 100.

## Пісня
За словами журналіста Білла Харрі, Маккартні придумав текст пісні під час гоління, хоча за версією Баррі Майлза, текст був написаний під час поїздки в автобусі. Майлз також наводить такі слова Маккартні: «Це була перша пісня, для якої я спочатку написав слова». Текст пісні композиційно являє собою лист — прийом, який вже використали у пісні «P.S. I Love You». Після прибуття на концерт Маккартні написав музику до свого тексту, використовуючи фортепіано за лаштунками.
Джон Леннон згодом висловив своє захоплення цією піснею, коли давав інтерв'ю журналу Playboy 1980 року: «„All My Loving“ — пісня Пола, і я скажу це з жалем. […] Бо це до біса хороша робота. А я граю доволі середненьку гітарну партію фоном».

## Запис пісні
Гурт записав пісню 30 липня 1963 року на студії «Еббі Роуд». Зробили 11 основних дублів і три додаткових для додаткового зведення. Врешті-решт як основний використали 14-й дубль, який звели з дублем номер одинадцять. Мікшування моноверсії зробили 21 серпня, а стереоверсії — 29 жовтня.
У записі брали участь:
- Пол Маккартні — двічі записаний і зведений вокал, бас-гітара, підголоски
- Джон Леннон — підголоски, ритм-гітара
- Джордж Харрісон — підголоски, соло-гітара
- Рінго Старр — ударні

## Випуск і доля пісні
«All My Loving» випустили у Великій Британії 22 листопада 1963 року на альбомі With the Beatles; крім того, пісня стала титульної композицією однойменного мініальбому, який випустили 7 лютого 1964 року. Перше видання пісні в США зробили на альбомі Meet The Beatles!, що вийшов 20 січня 1964 року, а пізніше пісню включили і в американський мініальбом Four by The Beatles. У Канаді пісня вийшла як сингл (з піснею «This Boy» на стороні «Б»), а також увійшла до альбому Beatlemania! With The Beatles.
Пісня швидко увійшла в «живий» репертуар гурту і була його неодмінною складовою протягом 1963-го та більшої частини 1964 років. Саме цією піснею «Бітлз» відкрили дебютний виступ на шоу Еда Саллівана 9 лютого 1964 року — запис цього виконання згодом увійшов до альбому Anthology 1. Гурт також декілька разів виконував цю пісню для радіо BBC; версію, записану 28 лютого 1964 року, включили в компіляційний альбом Live at the BBC.
Пісню двічі використовували у фільмах гурту: у фільмах «Вечір важкого дня» та «Чарівна таємнича подорож».
За словами Алана Уейса, телевізійного продюсера, який був безпосереднім свідком того, що відбувається, пісня «All My Loving» лунала по радіо в реанімаційній кімнаті лікарні ім. Рузвельта у той момент, коли була констатована смерть Леннона (8 грудня 1980 року).

## Оцінки критикою
Багато критиків високо оцінили «All My Loving». Так, Єн Макдональд зазначив, що «простота британського року ранніх шістдесятих чудовим чином викристалізувалася у виразній простоті цього номера», а також висловив думку, що саме завдяки цій пісні Маккартні стали розглядати як рівного Леннону. Річі Антербергер — оглядач сайту AllMusic — зазначив, що пісня «була, ймовірно, кращою з композицій „Бітлз“, які випустили тільки на альбомах до 1964 року», і що якби пісню випустили як сингл в США, то вона напевне стала б відомим хітом.

## Кавер-версії
Пісню неодноразово переспівували різні виконавці. Серед найбільш відомих можна згадати наступних:
- Герб Алперт і гурт Tijuana Brass записали кавер-версію для альбому South of the Border (1964).
- Німецький виконавець Fancy записав кавер-версію для свого альбому All My loving (1989).
- Німецький гурт Helloween підготував свою версію пісні для альбому Metal Jukebox (1999).
- Американський гурт Me First and the Gimme Gimmes записав кавер-версію, що увійшла до альбому Blow in the Wind (2001).
- Німецький гурт The Punkles підготував кавер-версію для альбому Punk! (2002).
- Емілі Отем записала кавер-версію для альбому A Bit o' This & That (2007).
- Пісня звучить у фільмі «Крізь Всесвіт» (2007 р., у виконанні Джима Стерджеса).